# Xylota sylvarum
Xylota sylvarum (лат.) — вид мух-журчалок из рода наствольниц. Типовой вид рода.

## Описание
Длина крыльев 9—12 мм. Третий тергит по бокам, а четвёртый на всём протяжении покрыты золотистыми волосками.

## Биология
Личинки развиваются во влажной гнилой древесине пихты, сосны, ясеня, псевдотсуги, осины, бука и дуба. Питание имаго отмечено на цветках лютика и малины.

## Распространение

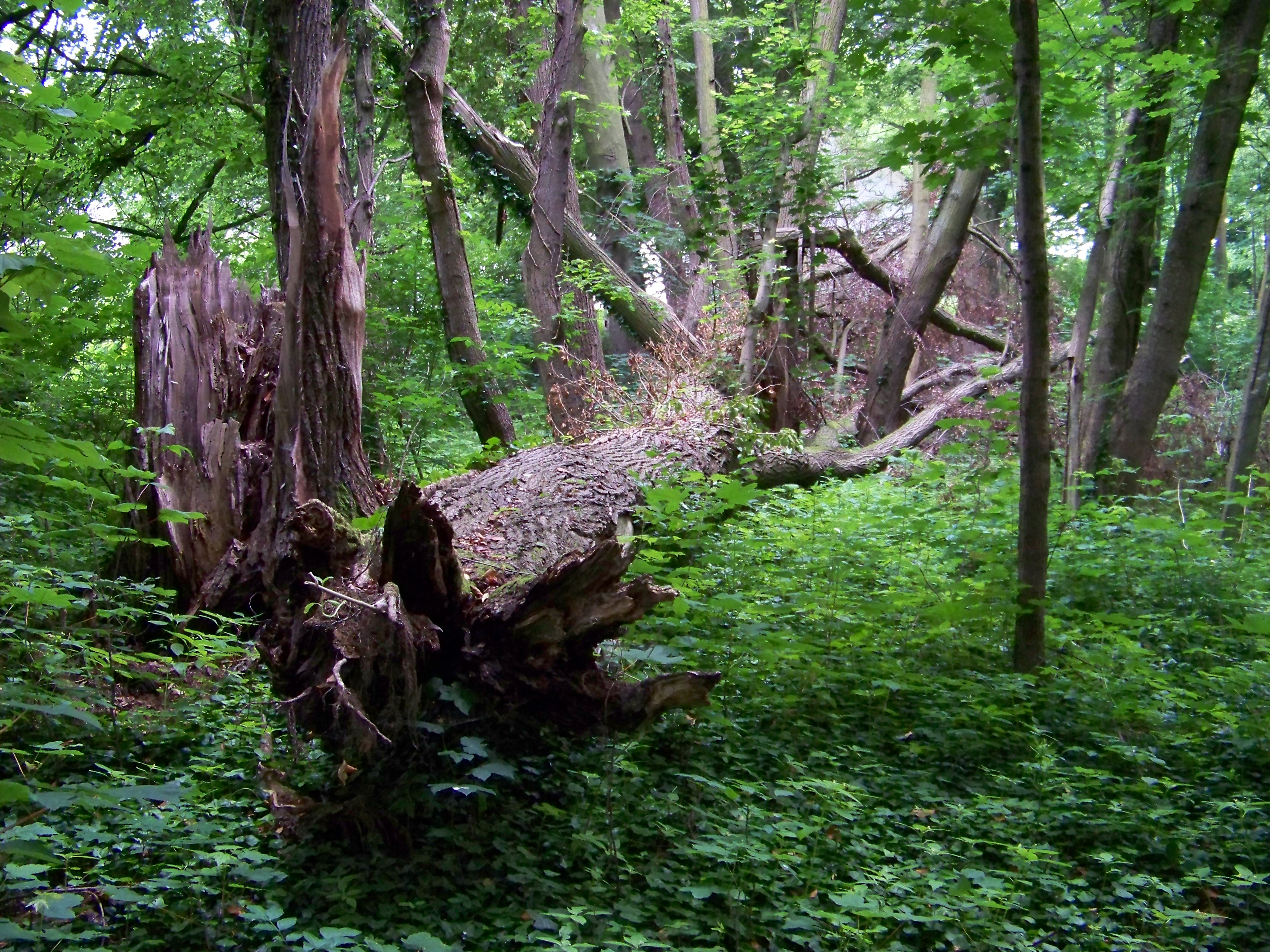
Среда обитания. Чехия

В Европе вид распространенн от Скандинавии до Пиринейского полуострова, европейская часть России, Кавказ, Турция, Казахстан, Сибирь, Дальний Восток России, Монголия.